# Coelioxys rosarina
Coelioxys rosarina är en biart som beskrevs av Holmberg 1918. Coelioxys rosarina ingår i släktet kägelbin, och familjen buksamlarbin. Inga underarter finns listade i Catalogue of Life.